# Ayumu Iwasa
Ayumu Iwasa (岩佐歩夢, Iwasa Ayumu) (Osaka, 22 de setembro de 2001) é um automobilista japonês que atualmente compete na Super Fórmula Japonesa pela equipe Team Mugen, e também é reserva da equipe de Fórmula 1 Red Bull Racing. Foi campeão do Campeonato Francês de Fórmula 4 em 2020. Ele é membro do programa Red Bull Junior Team.

## Carreira

### Kart
Iwasa começou no cartismo em 2005, competindo profissionalmente desde os catorze anos, e vencendo campeonatos nacionais, como o Campeonato de Kart de Suzuka na classe Yamaha-SS em 2014 e na classe x-30 em 2017.

### Fórmula 4

#### F4 Japonesa
Iwasa fez sua estreia em monopostos em 2017, ao competir em duas provas da rodada de Motegi do Campeonato Japonês de Fórmula 4 com a equipe B-Max Racing, se classificando em 15º em ambas. Em 2018, ele retornou à F4 Japonesa, correndo pela Rn-sports na rodada de Suzuka, em que ele foi sexto colocado na corrida 1 e abandonou a corrida 2.

#### F4 Francesa
Em 2020, Iwasa se tornou júnior da Honda e disputou o Campeonato Francês de Fórmula 4. Ele pontuou em todas as 21 etapas, tendo como pior resultado um sexto lugar em Paul Ricard, e ele se sagrou campeão ao fazer as poles da última rodada. Ao todo, foram 15 pódios, com 9 destes sendo vitórias, e Iwasa foi campeão, com 81 pontos de vantagem para o vice Ren Sato, e 105 de vantagem para o terceiro colocado Isack Hadjar.

### Fórmula 3

#### F3 Asiática
No início de 2021, Iwasa participou do Campeonato Asiático de Fórmula 3, correndo pela Hitech Grand Prix, equipe que defenderia na Fórmula 3 da FIA, com Roman Staněk, Roy Nissany e Reece Ushijima. Iwasa só conseguiu um pódio em Dubai, tendo terminado em oitavo lugar com 82 pontos, seis a menos do que Dino Beganovic, que não fez a temporada completa. No duelo interno da Hitech, Iwasa foi superior a Staněk e a Ushijima, mas ficou atrás de Nissany por dezessete pontos.

#### F3 FIA

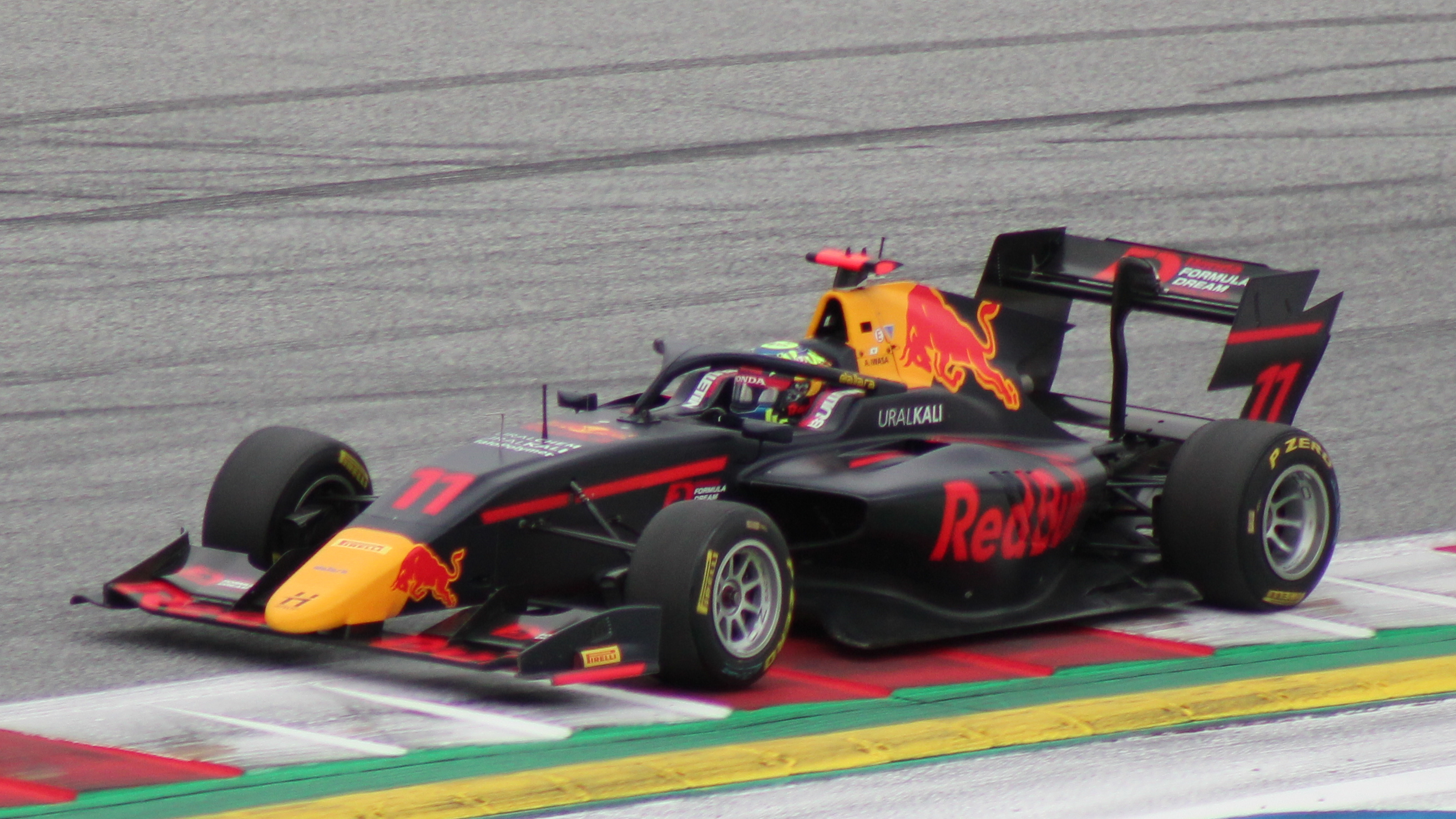
Iwasa no Red Bull Ring em 2021

Em 15 de janeiro de 2021, foi anunciado que Iwasa havia sido contratado pela equipe Hitech Grand Prix para a disputa do Campeonato de Fórmula 3 da FIA de 2021, sendo companheiro de seu colega da RBJT Jak Crawford e de Roman Staněk. O japonês pontuou em metade das corridas que disputou, mas venceu apenas a corrida 1 em Hungaroring, com seu outro pódio sendo o terceiro lugar em Zandvoort. Iwasa terminou o ano em 12º lugar, com 52 pontos, sendo o quarto entre os estreantes e o melhor piloto da Hitech do ano.

### Fórmula 2

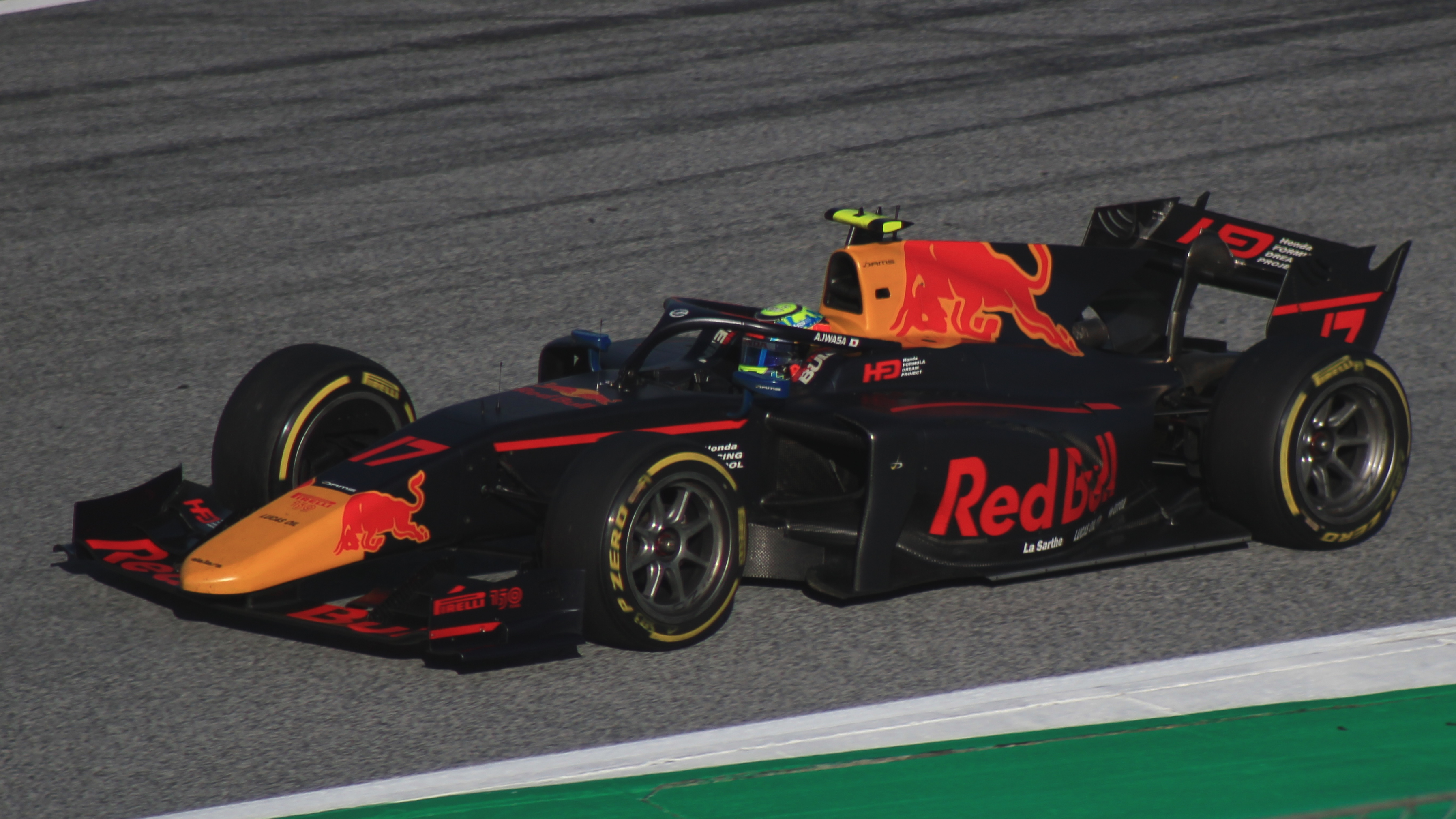
Iwasa na etapa de Spielberg da Fórmula 2 de 2022

Em 20 de janeiro de 2022, foi anunciado que Iwasa havia sido contratado pela equipe DAMS para a disputa da temporada de 2022 do Campeonato de Fórmula 2 da FIA, tendo como companheiro o israelense Roy Nissany. O japonês teve seis pódios, incluindo duas vitórias. A primeira delas foi na corrida longa de Le Castellet, e a segunda na prova que encerrou a temporada, a corrida longa de Abu Dhabi, em que ele segurou o campeão antecipado Felipe Drugovich. Com isso, Iwasa se classificou em quinto lugar, com 141 pontos, superando Nissany por ampla margem, pois o israelense foi o 19º, somando sete vezes menos pontos que o japonês. Apesar de ter sido o segundo melhor estreante, sendo superado por Logan Sargeant por apenas sete pontos, foi Iwasa que levou o prêmio Anthoine Hubert, destinado ao melhor estreante da F2 na temporada.

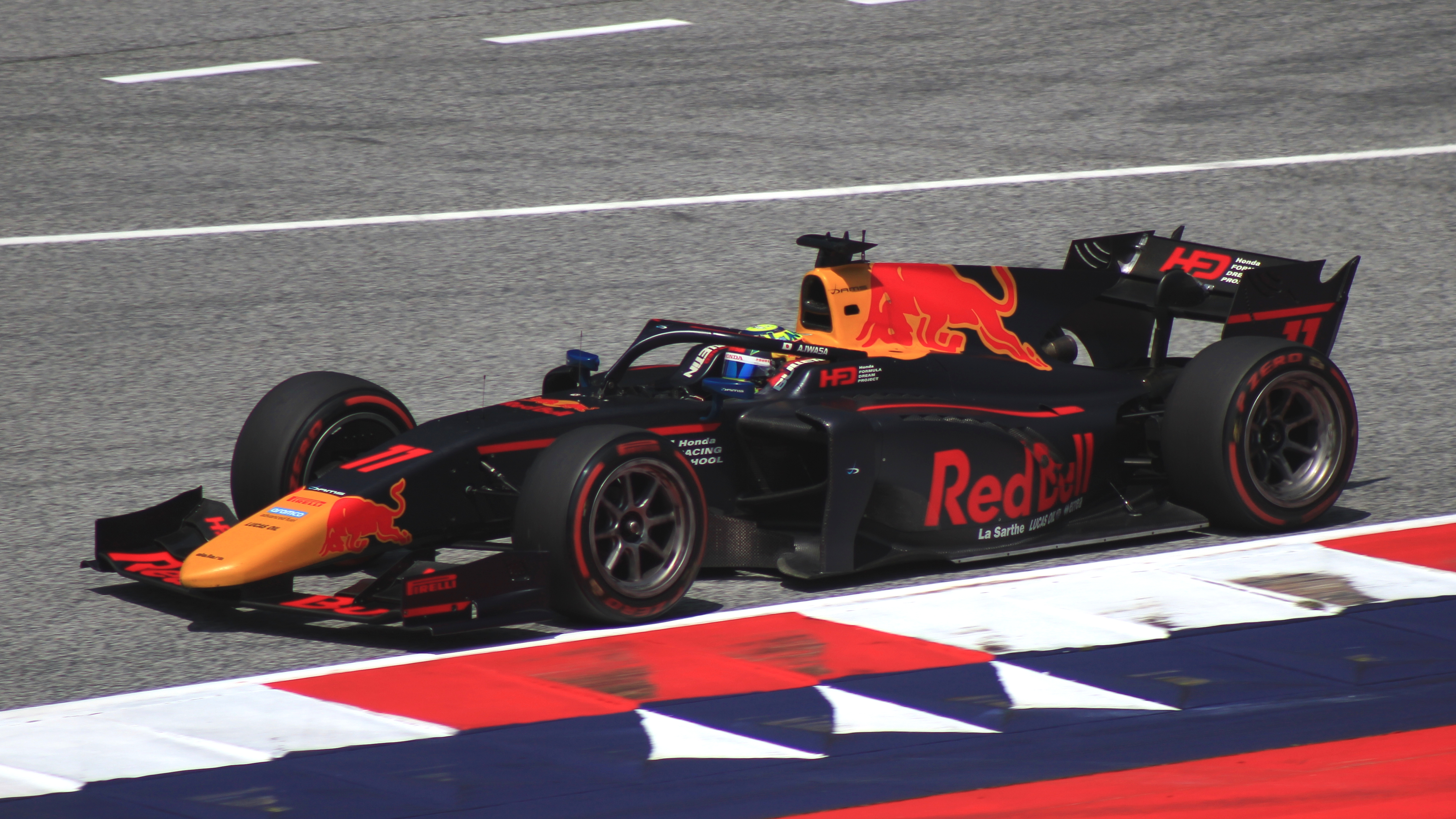
Iwasa pilotando a DAMS na Áustria em 2023

Iwasa permaneceu com a DAMS para a disputa da temporada de 2023, com seu companheiro sendo o monegasco da Ferrari Driver Academy Arthur Leclerc. O japonês obteve três vitórias, com a primeira sendo na corrida sprint de Gidá, a segunda na corrida longa de Melbourne, que ele largou da pole, e a terceira na corrida sprint de Mônaco. Iwasa tinha como meta vencer o campeonato, e ele chegou a liderar em alguns momentos. Mas perdeu terreno e se viu fora da disputa do título ao não conseguir fazer a pole da última rodada. Ele acabou conquistando os mesmos seis pódios da temporada anterior, embora tenha pontuado mais: o japonês acumulou 163 pontos, finalizando a temporada em quarto lugar, e voltou a superar seu companheiro de equipe, já que Leclerc foi apenas o 15º, com mais de cem pontos de diferença para Iwasa.

### Super Fórmula

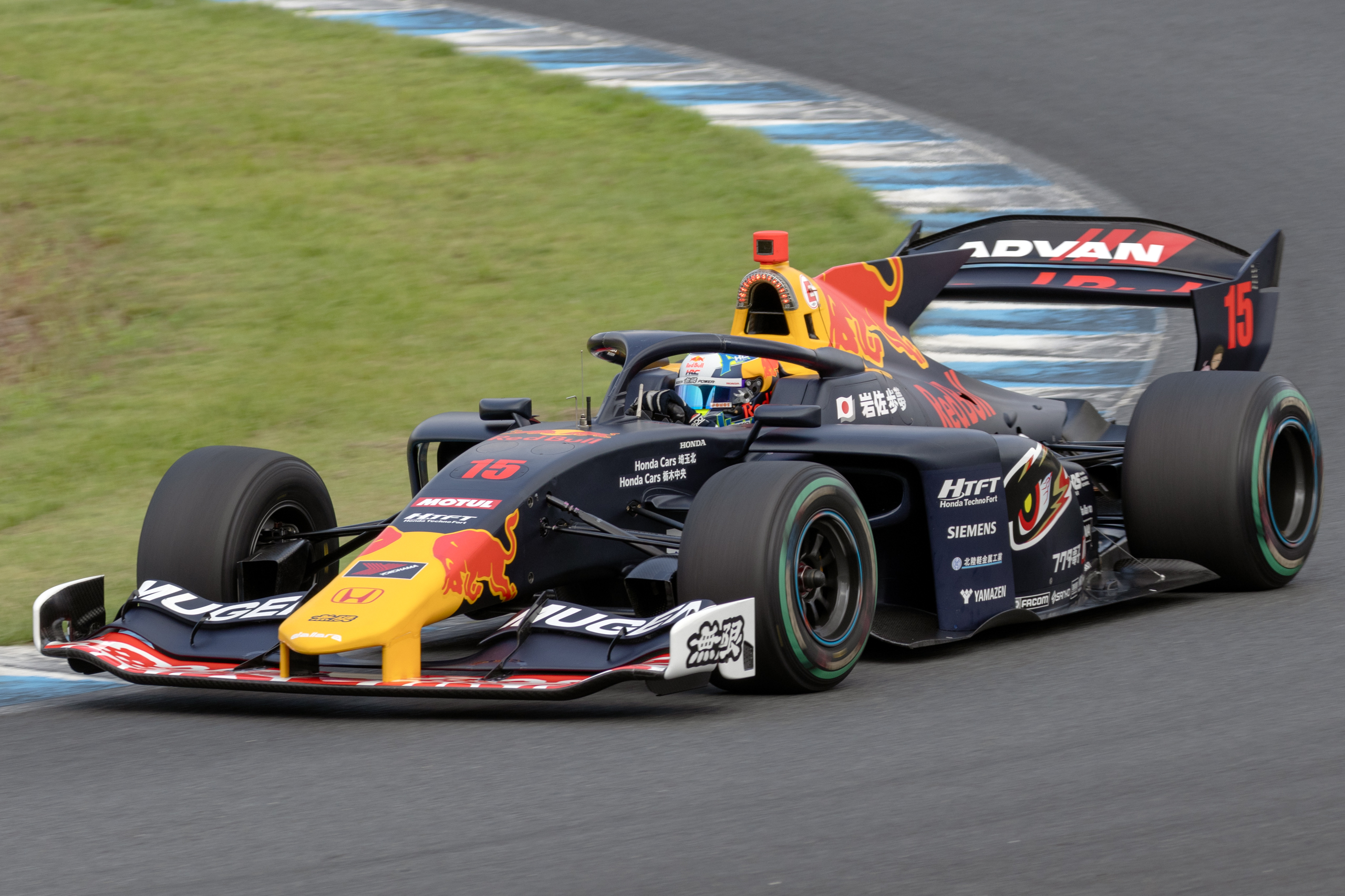
Iwasa nos treinos da prova de Motegi da SF em 2024

Iwasa deixou a Fórmula 2 e voltou ao Japão em 2024 para a Super Fórmula, juntando-se à equipe Mugen ao lado de Tomoki Nojiri. Conquistou uma pole em Autopolis, prova em que terminou em segundo lugar, repetindo esse resultado em Sugo e Fuji. Iwasa, que entrou na Super Fórmula visando o título, terminou a temporada sendo quinto colocado, com 63,5 pontos.
Iwasa segue na Mugen para 2025.

### Fórmula 1
No início de 2021, Iwasa foi anunciado oficialmente como membro do programa de jovens pilotos da Red Bull, o Red Bull Junior Team.
Iwasa fez sua estreia no teste de Fórmula 1 em 2023, pilotando o AlphaTauri AT04 durante o teste de jovens pilotos. Apesar de uma questão tardia do carro, o piloto japonês encerrou com 96 voltas na 15º posição no geral.
Em março de 2024, a Visa Cash App RB escalou Iwasa para a primeira sessão de treinos livres do GP do Japão, com ele substituindo Daniel Ricciardo e formando uma dupla totalmente japonesa com Yuki Tsunoda. Em dezembro do mesmo ano, Iwasa retornou à RB para substituir Tsunoda no TL1 do GP de Abu Dhabi.
Em abril de 2025, Iwasa participou da sessão de treinos livres do GP do Barém, substituindo Max Verstappen na Red Bull Racing.

## Resultados

### Resumo da carreira
| Temporada | Categoria                | Equipe                             | Corridas         | Vitórias         | Poles            | V.M.R.           | Pódios           | Pontos           | Posição          |
| --------- | ------------------------ | ---------------------------------- | ---------------- | ---------------- | ---------------- | ---------------- | ---------------- | ---------------- | ---------------- |
| 2017      | Fórmula 4 Japonesa       | B-Max Racing Team                  | 2                | 0                | 0                | 0                | 0                | 0                | 28º              |
| 2017      | Fórmula Renault Asiática | Asia Racing Team                   | 2                | 0                | 2                | 1                | 2                | 48               | 13º              |
| 2018      | Fórmula 4 Japonesa       | Rn-sports                          | 2                | 0                | 0                | 0                | 0                | 8                | 17º              |
| 2019      | Super Taikyū - ST-4      | Tracy Sports SPV Racing            | 1                | 0                | 0                | 0                | 0                | 65‡              | 5º‡              |
| 2020      | Fórmula 4 Francesa       | FFSA Academy                       | 21               | 9                | 5                | 7                | 15               | 338              | 1º               |
| 2021      | Fórmula 3 da FIA         | Hitech Grand Prix                  | 20               | 1                | 0                | 0                | 2                | 52               | 12º              |
| 2021      | Fórmula 3 Asiática       | Hitech Grand Prix                  | 15               | 0                | 0                | 0                | 1                | 82               | 8º               |
| 2022      | Fórmula 2                | DAMS                               | 28               | 2                | 2                | 1                | 6                | 141              | 5º               |
| 2023      | Fórmula 2                | DAMS                               | 26               | 3                | 1                | 3                | 6                | 165              | 4º               |
| 2024      | Super Fórmula            | Team Mugen                         | 9                | 0                | 1                | 0                | 3                | 63,5             | 5º               |
| 2024      | Fórmula 1                | Visa Cash App RB F1 Team           | Piloto de testes | Piloto de testes | Piloto de testes | Piloto de testes | Piloto de testes | Piloto de testes | Piloto de testes |
| 2025      | Super Fórmula            | Team Mugen                         | 2                | 0                | 0                | 1                | 2                | 30               | 1º*              |
| 2025      | Fórmula 1                | Visa Cash App Racing Bulls F1 Team | Piloto de testes | Piloto de testes | Piloto de testes | Piloto de testes | Piloto de testes | Piloto de testes | Piloto de testes |
| 2025      | Fórmula 1                | Oracle Red Bull Racing             | Piloto de testes | Piloto de testes | Piloto de testes | Piloto de testes | Piloto de testes | Piloto de testes | Piloto de testes |

* Temporada em andamento

‡ Classificação da equipe.